# Bart Conner
Bart Conner (* 28. März 1958 in Chicago, Illinois) ist ein ehemaliger US-amerikanischer Kunstturner und zweifacher Olympiasieger.
Conner begann bereits im Alter von 10 Jahren mit Gerätturnen. Sein erster Erfolg von Bedeutung war der AAU-Titel 1972. Unmittelbar nach seinem High-School-Abschluss begleitete er die US-amerikanische Delegation als jüngstes Mitglied zu den Olympischen Sommerspielen 1976 in Montreal. Er war damals 18 Jahre alt und nahm an allen acht Wettkämpfen im Gerätturnen teil. Es gelang ihm jedoch einzig mit der US-amerikanischen Turnmannschaft unter die ersten Acht vorzustoßen.
Conner begann anschließend sein Studium an der University of Oklahoma, das mit seinem Turnteam in der nationalen Rangliste der NCAA auf Rang 19 geführt wurde. 1979 bei den Turn-Weltmeisterschaften in Fort Worth wurde er Weltmeister am Barren mit einer neuen Bewegung, die man als Conner Spin bezeichnet. Dabei vollzieht der Athlet eine komplette 360-Grad-Drehung auf einer Holme in gespreizter Position und presst sich dann in den Handstand.
Conner konnte sich als Erster für die Turndelegation für die Olympischen Spiele 1980 in Moskau qualifizieren und unterstützte den US-Boykott der Spiele nicht. Er bezeichnete den Boykott in verschiedenen Medienauftritten als sinnlos und protestierte dagegen, dass Olympische Spiele für politische Zwecke missbraucht werden. Da er sich jedoch von einer Verletzung erholen musste, die er sich an den Vorausscheidungen zugezogen hatte, wäre ein erfolgreiches Abschneiden unwahrscheinlich gewesen. Da er auch nach der Verletzung mit dem Training fortfuhr, dauerte die Genesung über ein Jahr.
Er zog sich schließlich 1983 am Chunichi Cup eine erneute Verletzung des linken Bizeps zu. Nach einer Operation und intensiven Therapien konnte er sich doch noch für die Olympischen Sommerspiele 1984 in Los Angeles qualifizieren. Er nahm wiederum an allen acht Wettkämpfen im Geräteturnen teil. Seine konsistent guten Punktzahlen trugen dazu bei, dass die US-Mannschaft ihre erste Goldmedaille im Mannschaftsmehrkampf gewinnen konnte. Im Einzelmehrkampf kam er in der endgültigen Platzierung auf den sechsten Rang mit einer Gesamtpunktzahl, die nur 0,35 Punkten unter derjenigen vom Olympiasieger Kōji Gushiken lag. Im Bodenturnen und am Barren konnte er sich ebenfalls für die Finale qualifizieren. Am Barren wurde er mit einer perfekten Note von 10,0 Olympiasieger und am Boden kam er auf den fünften Platz.
Conner heiratete am 27. April 1996 die rumänische Turnerin Nadia Comăneci in Bukarest. Das Paar lernte sich am American Cup 1976 kennen, den sie beide gewinnen konnten. Sie besitzen die Bart Conner Gymnastics Academy, mehrere Sportläden und sind Herausgeber des Magazins International Gymnast. Sie sind beide auch stark in Wohltätigkeitsarbeit involviert. Das Paar hat einen Sohn (* 2006) und lebt in Oklahoma.
1997 wurde Conner in die International Gymnastics Hall of Fame aufgenommen. Er trat 2006 in zwei Filmen über Gerätturnen auf, Rebell in Turnschuhen und Peaceful Warrior.